# Fehérvállú íbisz
A fehérvállú íbisz (Pseudibis davisoni) a madarak (Aves) osztályának a gödényalakúak (Pelecaniformes) rendjébe, ezen belül az íbiszfélék (Threskiornithidae) családjába és az íbiszformák (Threskiornithinae) alcsaládjába tartozó faj.

## Előfordulása
Délkelet-Ázsiában él, Kambodzsa, Kína, Indonézia, Laosz, Mianmar és Vietnám területén honos. Thaiföldről kihalt. A természetes élőhelye szubtrópusi és trópusi síkvidéki  esőerdők, édesvízi mocsarak, folyók, és patakok környéke, valamint szántok.
Teljes világállománya nem lehet több 250 madárnál.

## Megjelenése
Közeli rokona a pirosfejű íbisznek (Pseudibis papillosa), sokáig annak alfajának vélték.
Testhossza 75-85 centiméter, sötét színű madár. Feje fekete, pofáján vörös foltok vannak és fehér a háta, amiről nevét is kapta.

## Életmódja
Tavak és lassú folyású folyók menti erdőségekben él. Ezeken kívül nedves és kevésbé száraz réteken is előfordul.

## Szaporodása
Fészkelési szokásai nem ismertek, feltehetően a pirosfejű íbiszhez hasonlóan költ.

## Védettsége
Kis populációi, az élőhelyeit jelentő síksági erdők kivágása és a nedves rétek mezőgazdasági hasznosítása miatt a Természetvédelmi Világszövetség Vörös Listáján a közvetlenül kihalással fenyegetett (critically endangered) fajok kategóriájába tartozik.